# 小長谷宗一
小長谷宗一（日语：／ Konogaya Sōichi */?，1949年—）是一名日本作曲家及編曲家。

## 生涯
就讀於鎌倉學園高中後，畢業於東京藝術大學敲擊樂系。大學時開始作曲。除了為管樂器和敲擊樂器創作了大量的獨奏和重奏作品外，他還為銅管樂隊創作和改編了許多作品 。他還為芭蕾舞和各種活動創作音樂。1996年獲得日本管樂學院學院獎（作曲編曲類）。2009年獲得JBA下谷獎勵獎。作為領導者，他還教授亞洲大學銅管樂隊。目前，他是日本管樂隊協會的常任理事和21世紀銅管樂隊“Hibiki Utage”的執行委員會 成員。

## 主要作品
- Illusion（田納西理工學院大號合奏委約）<1981>
- 九日進行曲（九州樂團成立 30 週年委託作品）<1985>
- The Pacific Celebration March（第一屆環太平洋音樂節紀念作品）<1986>
- Dance for Breeze and Blaze（1989年全日本銅管樂隊比賽主題曲A）
- Fanfare and Processional（紀念東海大學第一高中吹管部成立 30 週年委託作品）<1990>
- 世界冬季大運會會歌（札幌）<1991>
- Star Puzzle March（1993年全日本銅管樂隊比賽主題曲II）
- 管樂合奏《兒童城》音樂 I.進行曲／II.出去玩／III.捉蟬／IV.標籤／V.打架（吵架）/VI.一點點寂寞/VII.黃昏回家的路/ VIII.March（三月）《我童年的小鎮》管樂合奏曲（金石幸雄銅管）合奏團成立十週年委約作品，銅管樂隊版編曲，21世紀銅管樂4選曲樂隊“聲音合奏”）
- 幻想管樂合奏《美妙的旅程》 I.琉璃色之風/II.超越沙漠/III.
- 管樂組曲“夢”
- 交響樂團的幻想“山的故事”〈1994〉
- 樂隊舞蹈
- 交響詩《天地間的精靈》
- 交響組曲《紙鶴港》〈1995〉
- 3月 "Sound! Memories of Harmony"（福島全國運動會委託製作）<1995>
- 紫式部幻覺 <1996>
- 《某日的遺跡》《出場音樂》
- Grand March (1st 21st Century Brass Band "Sound Ensemble" 得獎作品)
- 下個世紀的序曲（神奈川縣鎌倉市銅管會成立20週年紀念委託作品）<1999年>
- 抒情進行曲（第3屆21世紀銅管樂隊《聲宴》獲獎作品）
- 慶典序曲
- 眨眼的瞬間（愛知縣蒲郡市蒲郡市少年銅管樂隊委約）
- 三個小軍鼓和樂隊的“六根棍子”
- 四位單簧管（受日本管樂團領袖會議 [JWECC] 委託，入選 16 世紀 21 世紀銅管樂隊“Kyoen”）<2010>
- 《銅管樂隊組曲》：I. Battleship II. Song III.橫須賀
- 3月《海的守護者》（海上自衛隊橫須賀樂隊委約，入選19世紀21世紀銅管樂隊《聲樂團》）<2013>